# یانیک انگلهارت
یانیک انگلهارت (انگلیسی: Yannik Engelhardt؛ زادهٔ ۷ فوریهٔ ۲۰۰۱) بازیکن فوتبال اهل آلمان است که در حال حاضر برای کومو در پست هافبک بازی می‌کند.

## دوران ملی
وی همچنین در تیم‌های ملی فوتبال زیر ۱۸ سال، جوانان زیر ۱۹ سال و زیر ۲۰ سال آلمان بازی کرده است.

## دوران باشگاهی
یانیک انگلهارت نخستین بازی حرفه‌ای خود در سطح بزرگسالان را برای وردر برمن ۲ در فصل ۲۰۱۹–۲۰ انجام داد.
در سال ۲۰۲۱، انگلهارت به مدت دو سال به صورت قرضی به فرایبورگ منتقل شد. او ۵۴ بازی برای فرایبورگ ۲ انجام داد و سه گل به ثمر رساند.
در تاریخ ۱۲ ژوئن ۲۰۲۳، انگلهارت با باشگاه فورتونا دوسلدورف برای پیوستن به این تیم در فصل ۲۰۲۳–۲۴ به توافق رسید.
در ۱ اوت ۲۰۲۴، انگلهارت با کومو در ایتالیا قراردادی سه‌ساله امضا کرد.